# Jolmy
Jolmy (en ucraniano: Холми) es un pueblo ucraniano perteneciente al óblast de Chernígov. Situado en el norte del país, forma parte del raión de Koriúkivka y es centro del municipio (hromada) homónimo.

## Toponimia
El nombre del lugar en ruso es también Jolmy (en ruso: Холмы).

## Geografía
Jolmy se ubica en la orilla derecha del río Ubed, a unos 20 km al noreste de Koriúkivka.

## Historia
Se conoce la existencia del pueblo desde el siglo XVI y en su origen era una pequeña localidad agrícola en el regimiento de Chernígov. En 1797 se estableció aquí la sede de una vólost en el uyezd de Sósnytsia. 
Durante la Segunda Guerra Mundial, Jolmy estuvo ocupado por la Alemania nazi entre el 23 de agosto de 1941 y el 15 de septiembre de 1943. En septiembre de 1941, comenzó a funcionar una organización partisana Komsomol.
Jolmy recibió el estatus de asentamiento de tipo urbano en 1958.
En 2023, perdió el estatus de asentamiento de tipo urbano en la legislación ucraniana debido a la eliminación de este estatus administrativo.

## Demografía
La evolución de la población de Jolmy entre 1959 y 2022 fue la siguiente:
| 4226                                                          | 3794 | 3583 | 3268 | 2788 | 2459 |
| (Fuente: Cities & Towns of Ukraine y UKRAINE: Größere Städte) |      |      |      |      |      |

Según el censo de 2001, la lengua materna de la mayoría de los habitantes, el 98,34%, es el ucraniano; del 1,41% es el ruso.

## Administración
Es sede de un municipio que incluye 14 localidades rurales como pedanías. El municipio se formó en 2016 mediante la fusión del ayuntamiento urbano de Jolmy (que hasta entonces incluía tres pedanías: Kuchuhury, Oleshnia y Chénchyky) con los vecinos consejos rurales de Zhuklia, Kamka, Kozýlivka (con las pedanías Bóbryk, Borok, Dachne, Dóvzhyk, Týjonivske y Urichia) y Rádomka (con la pedanía Berézova Roshcha). El área formaba parte hasta 2020 del raión de Koriúkivka, excepto el consejo rural de Rádomka, que pertenecía al raión de Seménivka.

## Infraestructura

### Transporte
Jolmy está en la carretera T2512 que lleva a Seménivka y a Chernígov.